# Palacio Corsini

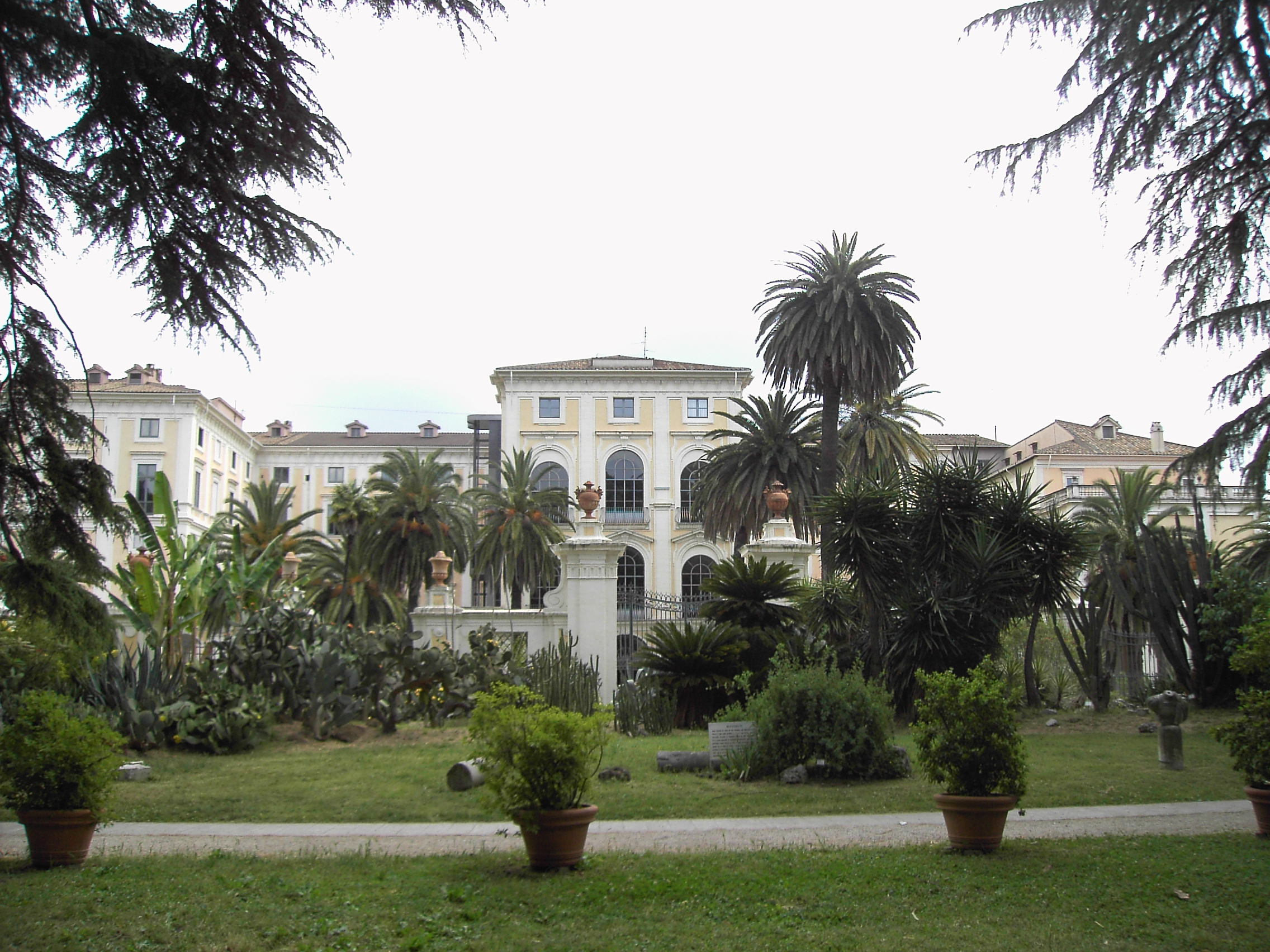
Vista frontal del palacio Corsini

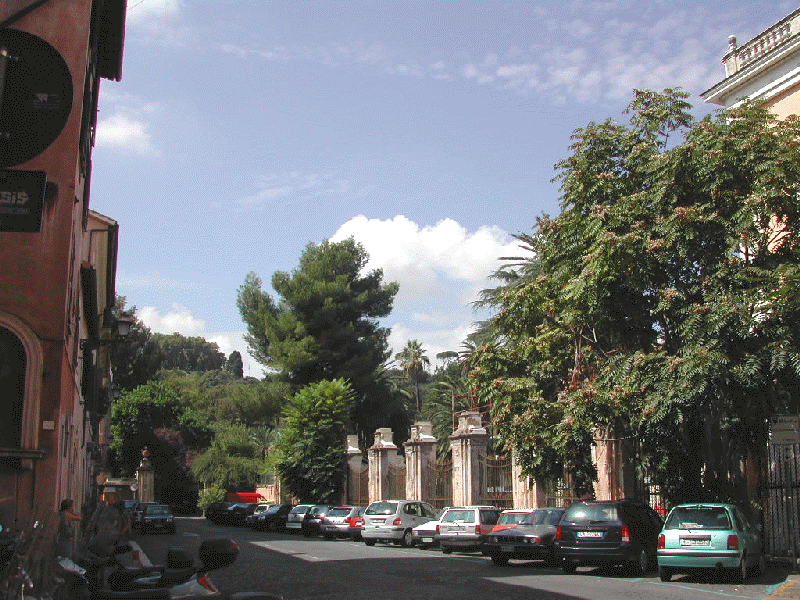
Imagen del barrio de Trastévere, con la calle de Cristina de Suecia y el palacio Corsini a la derecha.

El palacio Corsini (Palazzo Corsini) es un palacio de Roma (Italia), situado en el barrio de Trastévere, via della Lungara 10. Es una de las dos sedes de la Galería Nacional de Arte Antiguo; la otra es el palacio Barberini. Está al lado de la villa Farnesina.

## Historia
Su aspecto actual pertenece al estilo barroco tardío. Se erigió en el siglo XV como villa de la familia Riario. Durante el periodo 1659-1689 fue la residencia de Cristina de Suecia, quien después de su conversión al catolicismo abdicó del trono y se trasladó a vivir a Roma. Bajo su mecenazgo, fue el lugar en el que se reunió por vez primera la romana Accademia dell'Arcadia. En 1736 la adquirió el cardenal Neri Corsini, sobrino de Clemente XII y encargó a Ferdinando Fuga su reconstrucción, a la que se debe su imagen barroca actual. Durante la ocupación napoleónica de Roma, en el palacio vivió José Bonaparte.
Actualmente, alberga algunas oficinas de la Academia Nacional de Ciencias (Accademia dei Lincei) y la Galería Corsini (que forma parte del Museo Nacional de Arte Antiguo). La Galleria Nazionale d'Arte Antica di Palazzo Corsini (Galería Nacional de Arte Antiguo en el Palacio Corsini) es una destacada colección que incluye un San Juan Bautista de Caravaggio y el famoso Venus y Adonis de José de Ribera. Ocupa el primer piso del palacio.
Los jardines, que se alzan hacia el Janículo, forman parte del Jardín botánico de la Universidad de Roma La Sapienza.
No es el único Palacio Corsini de Italia, pues otras ramas de esta familia florentina adquirieron palacios que llevaron su nombre, existiendo uno a orillas de Arno en Florencia (Palazzo Corsini al Parione).

## Galería de obras

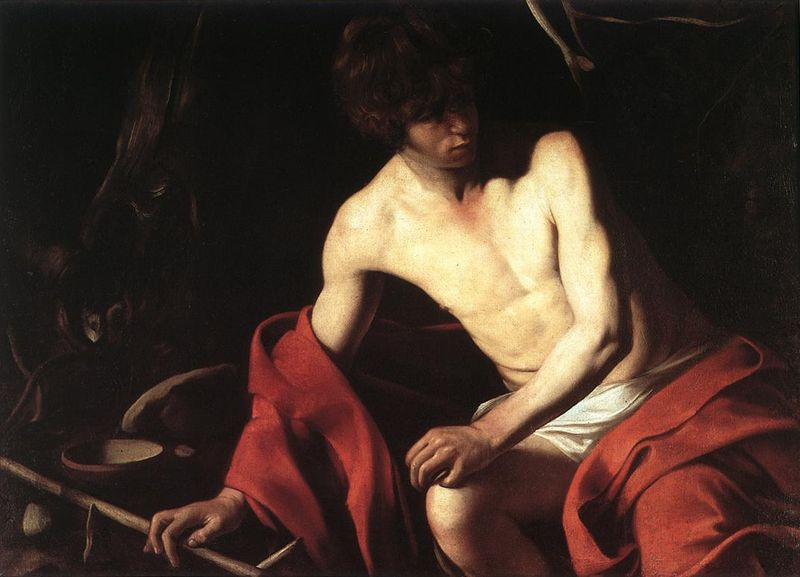
Caravaggio, San Juan Bautista
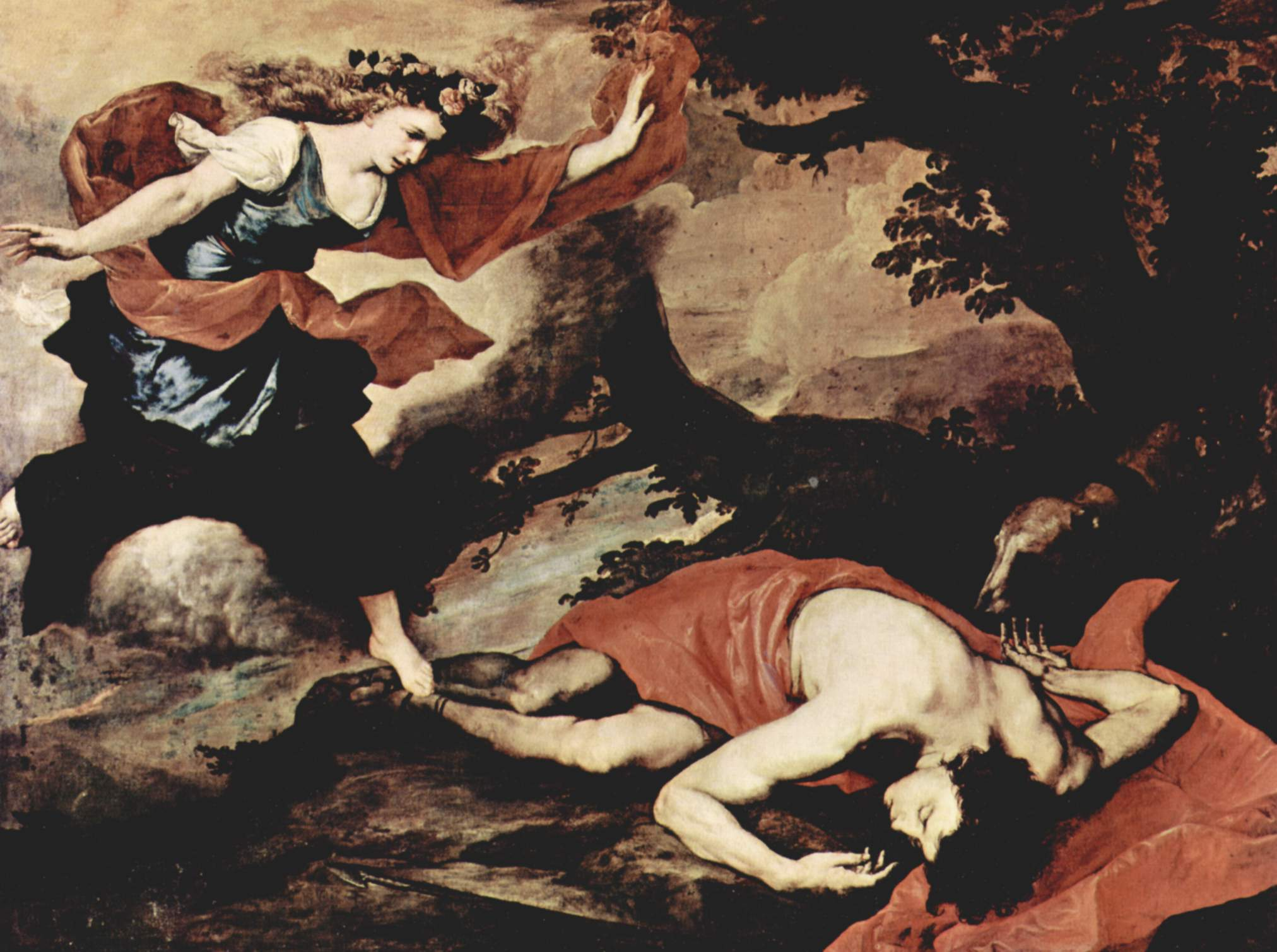
José de Ribera, Venus y Adonis
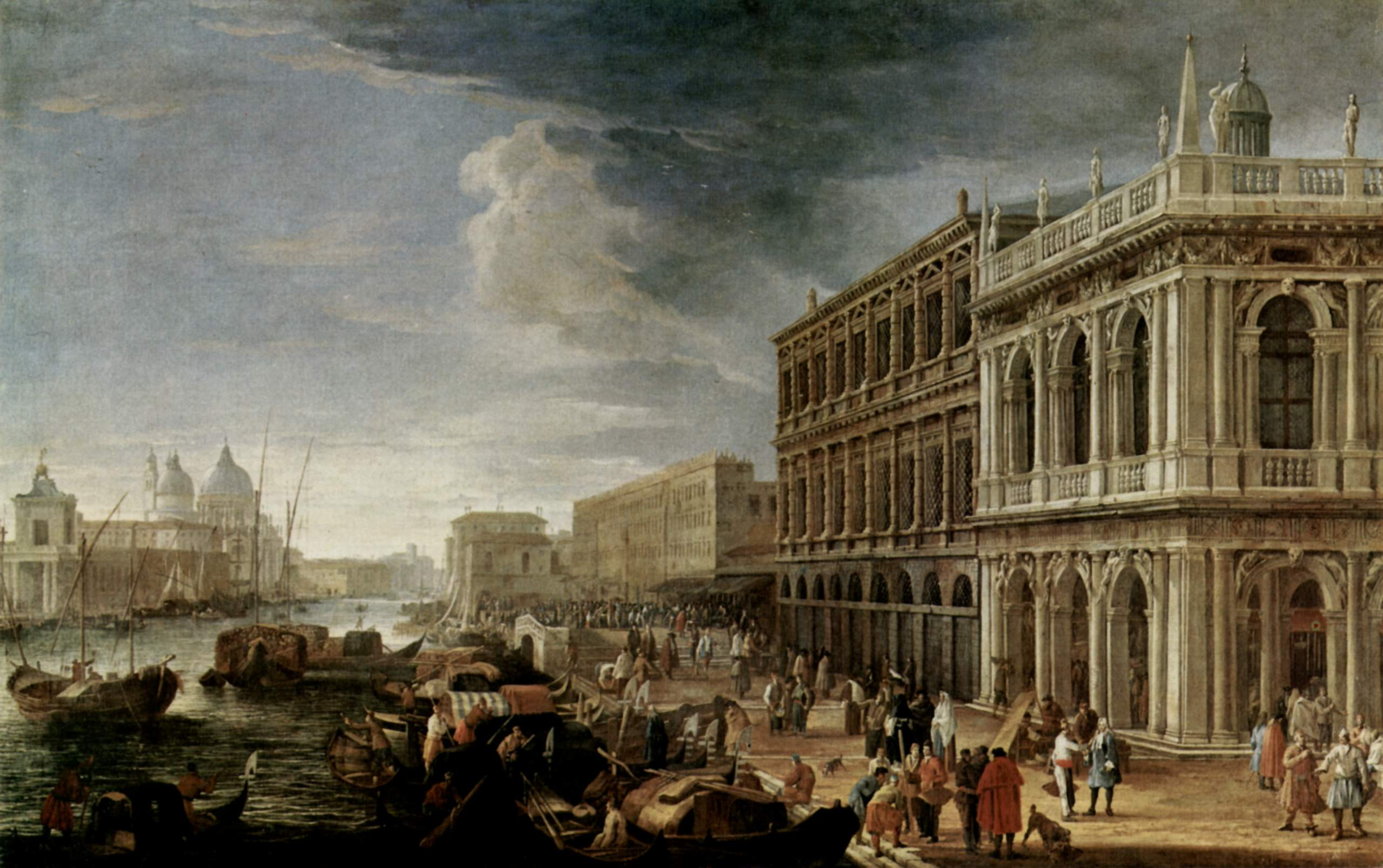
Luca Carlevarijs, Paisaje de Venecia
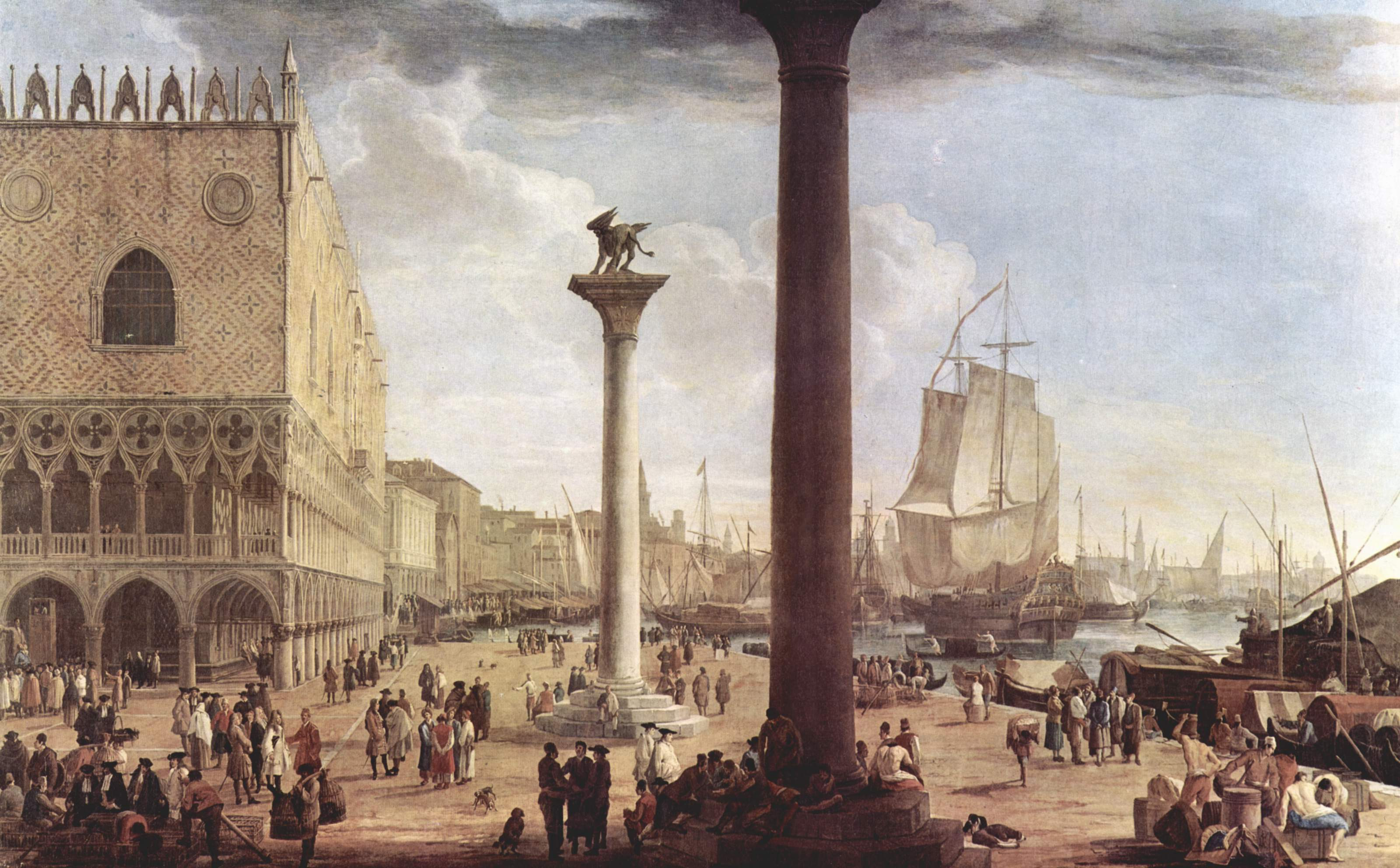
Luca Carlevarijs, Vista de Venecia, con el Palacio de los Dogos